# Балаев, Максим Алексеевич
Макси́м Алексе́евич Бала́ев (род. 24 мая 1974) — советский и российский футболист, нападающий.

## Карьера
Воспитанник ленинградского спортклуба «Светлана», первый тренер — Сергей Гордеев, в команде 1974 года рождения играл вместе с Игорем Зазулиным, Сергеем Кондратьевым, Михаилом Трофимовым. В 1991—1994 годах играл в клубной системе местного «Зенита»: за главную команду провёл 3 матча в последнем чемпионате СССР, на следующий год сыграл 6 игр в Высшей лиге России, в 1994 году провёл 30 матчей, забил 4 гола в Первой лиге. Также выступал за фарм-клуб. В 1995 году подписал контракт с клубом «Кавказкабель» Прохладный. В июле 1996 года перешёл в «Гатчину», за который сыграл одну игру, после чего в возрасте 22-х лет завершил профессиональную карьеру.

## Достижения
- Серебряный призёр зоны «Запад» Первой лиги: 1993